# Hrvatska Football League 2012
La Hrvatska Football League 2012 è stata la seconda edizione dell'omonimo torneo di football americano organizzato dalla HSAN.
Ha avuto inizio il 15 aprile e si è conclusa il 7 luglio con la finale vinta per 61-0 dagli Zagreb Patriots sugli Zagreb Raiders.

## Squadre partecipanti
| Club            | Città    | Stadio | Sponsor ufficiale | Risultato nella stagione 2010 |
| --------------- | -------- | ------ | ----------------- | ----------------------------- |
| Osijek Cannons  | Osijek   |        |                   |                               |
| Zagreb Patriots | Zagabria |        |                   |                               |
| Zagreb Raiders  | Zagabria |        |                   |                               |
| Zagreb Thunder  | Zagabria |        |                   |                               |

## Stagione regolare

### Calendario

#### 1ª giornata
| 15 aprile 2012 | Zagreb Thunder | 0 – 33 (0-19 0-7 0-7 0-0) | Zagreb Patriots |  |

| 15 aprile 2012 | Zagreb Raiders | 67 – 0 | Osijek Cannons |  |

#### 2ª giornata
| 21 aprile 2012 | Zagreb Raiders | 0 – 21 (0-0 0-6 0-15 0-0) | Zagreb Patriots |  |

| 21 aprile 2012 | Osijek Cannons | 0 – 33 | Zagreb Thunder |  |

#### 3ª giornata
| 6 maggio 2012 | Zagreb Thunder | 19 – 3 | Zagreb Raiders |  |

| 6 maggio 2012 | Zagreb Patriots | 35 – 0 | Osijek Cannons |  |

#### 4ª giornata
| 26 maggio 2012 | Zagreb Patriots | 47 – 7 (21-0 6-0 20-7 0-0) | Zagreb Raiders |  |

| 27 maggio 2012 | Zagreb Thunder | 35 – 0 | Osijek Cannons |  |

#### 5ª giornata
| 9 giugno 2012 | Osijek Cannons | 0 – 37 | Zagreb Raiders |  |

| 9 giugno 2012 | Zagreb Patriots | 47 – 6 | Zagreb Thunder |  |

#### 6ª giornata
| 17 giugno 2012 | Zagreb Raiders | 43 – 20 | Zagreb Thunder |  |

| 17 giugno 2012 | Osijek Cannons | 3 – 44 | Zagreb Patriots |  |

### Classifica
La classifica della regular season è la seguente:
- PCT = percentuale di vittorie, G = partite giocate, V = partite vinte, P = partite perse, PF = punti fatti, PS = punti subiti

| Pos. | Squadra         | PCT   | G | V | P | PF  | PS  |
| ---- | --------------- | ----- | - | - | - | --- | --- |
| 1    | Zagreb Patriots | 1.000 | 6 | 6 | 0 | 227 | 16  |
| 2    | Zagreb Raiders  | .500  | 6 | 3 | 3 | 157 | 107 |
| 3    | Zagreb Thunder  | .500  | 6 | 3 | 3 | 113 | 126 |
| 4    | Osijek Cannons  | .000  | 6 | 0 | 6 | 3   | 251 |

## CroBowl II
| 7 luglio 2012 | Zagreb Patriots | 61 – 0 (19-0 21-0 14-0 7-0) | Zagreb Raiders | (300 spett.) |

## Verdetti
- Zagreb Patriots Campioni della Croazia 2012